# U.S. Route 91
U.S Route 91 (också kallad U.S. Highway 91 eller med förkortningen  US 91) är en amerikansk landsväg i USA.